# Domenico Puligo

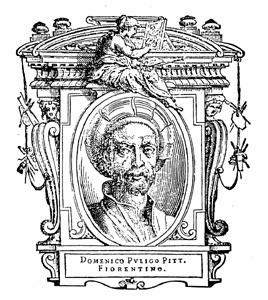
Domenico Puligo (1492-1527)
Le Vite di Giorgio Vasari
quarta parte

Domenico di Bartolommeo Ubaldini detto Domenico Puligo (Firenze, primavera 1492 – Firenze, settembre 1527) è stato un pittore italiano.

## Biografia

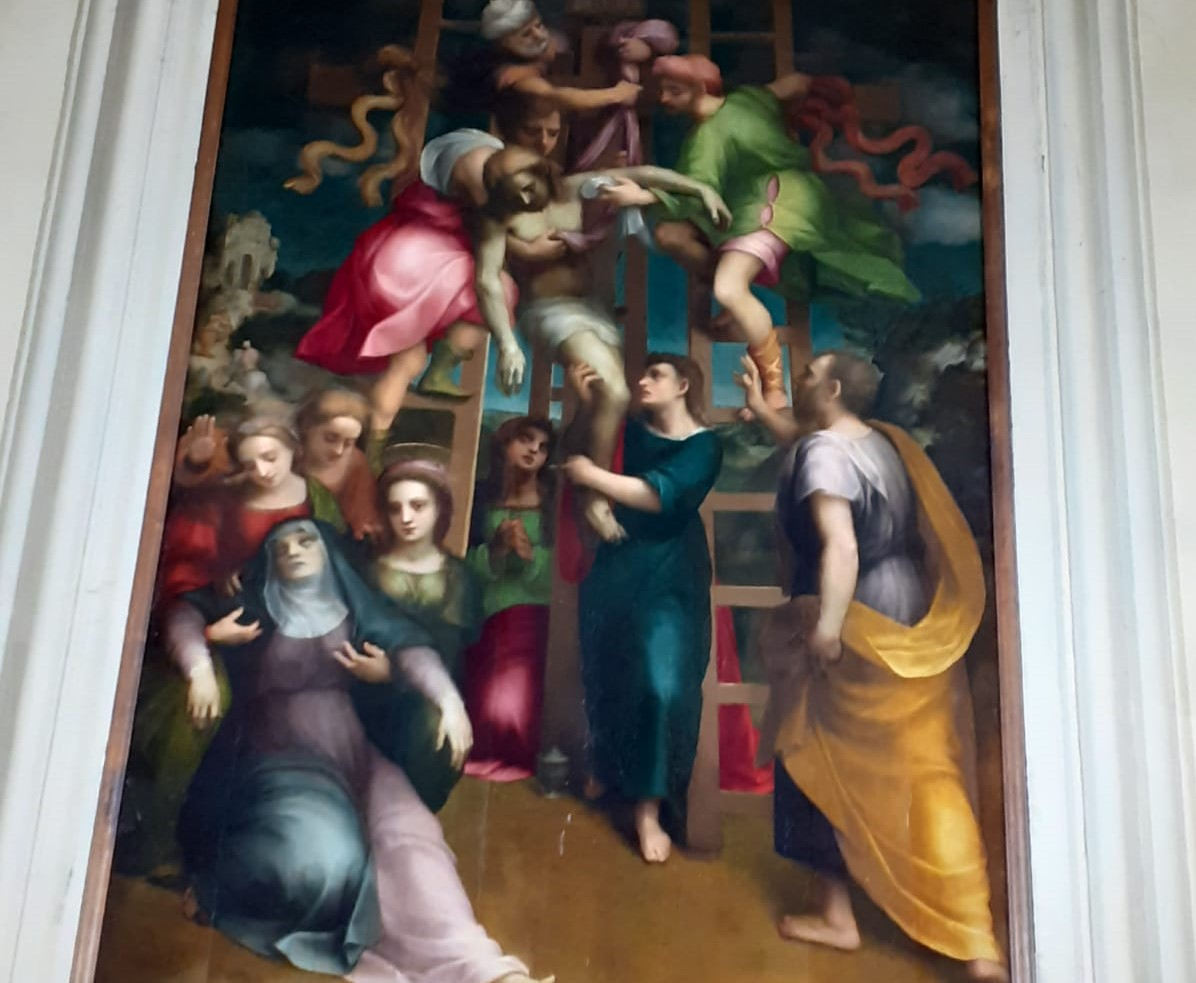
D. Ubaldini detto Puligo, Deposizione dalla Croce, 1515, Anghiari.

Fu allievo di Ridolfo Ghirlandaio, ma acquistò un suo stile personale grazie alla frequentazione dell'amico Andrea del Sarto, subendone un forte influsso. Fra le sue maggiori opere vi è la Visione di san Bernardo, polittico su tavola collocato sopra un altare, ora alla Walters Gallery di Baltimora. Egli fu apprezzato e ricercato ritrattista al suo tempo, sia fra nobili che fra ricchi borghesi. Giorgio Vasari gli dedicò una delle biografie contenute ne Le vite de' più eccellenti pittori, scultori e architettori. Degna di nota è la Deposizione dalla Croce dipinta ad Anghiari (AR) nel 1515 per la Compagnia del SS. Crocifisso (o del Corpus Domini) e oggi conservata presso la chiesa Propositura di S. Maria delle Grazie. Giorgio Vasari afferma che «questo deposito di croce del castello di Anghiari si può annoverare tra le migliori opere sue».
Ebbe tra i suoi allievi Domenico Beceri.

## Opere
- Visione di San Bernardo, polittico su tavola collocato sopra un altare, Baltimora, Walters Art Gallery
- Cleopatra (Trasformata in Maddalena), Genova, Palazzo Bianco
- Deposizione, Anghiari (AR), Propositura di S. Maria delle Grazie.
- Madonna con Bambino, Firenze, tabernacolo in Via Guelfa
- Madonna col Bambino e san Giovannino, Napoli, Pinacoteca del Museo di Capodimonte.